# Denver Art Museum

Das Hamilton Building des Kunstmuseums

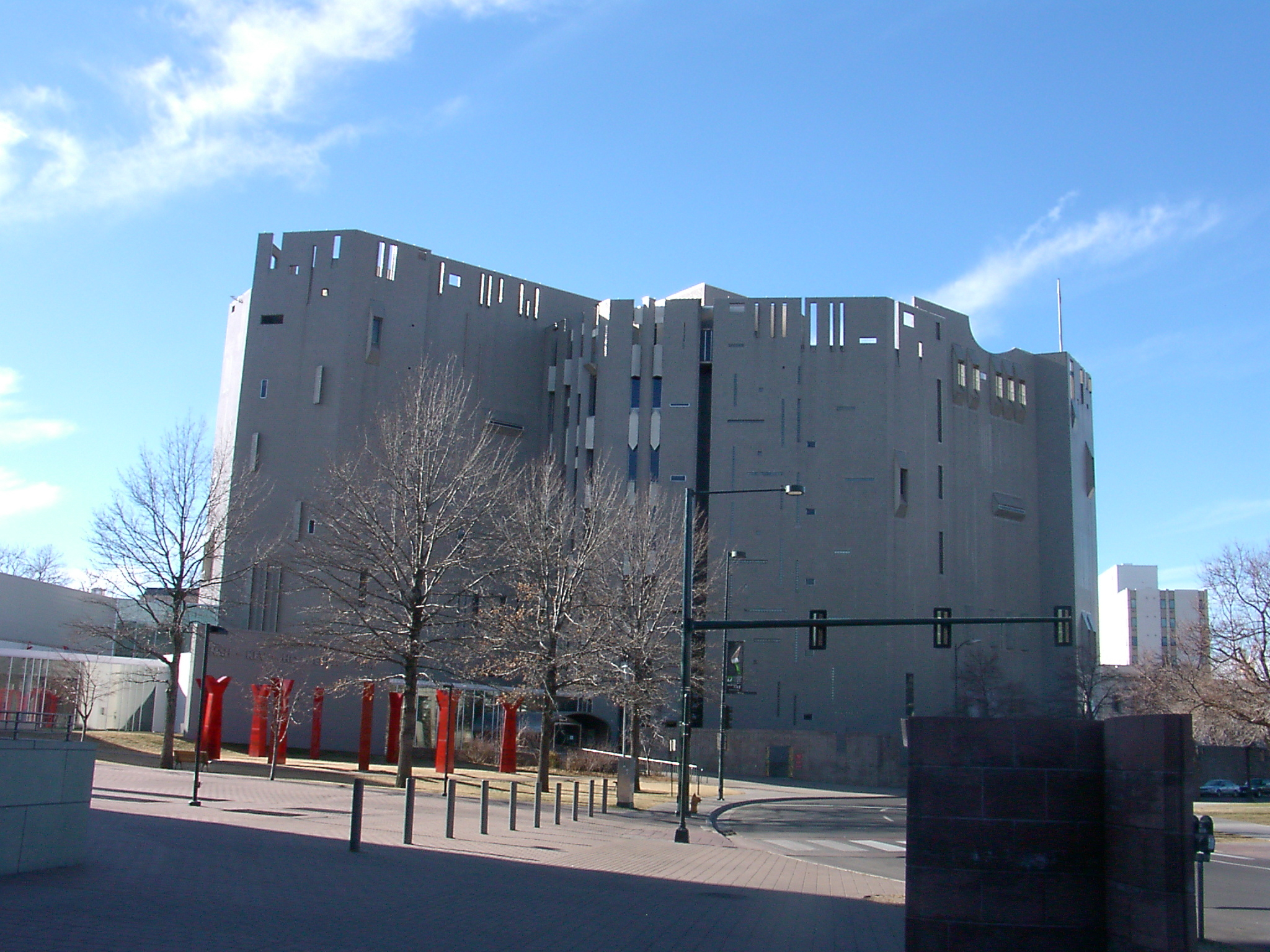
North Building des Kunstmuseums

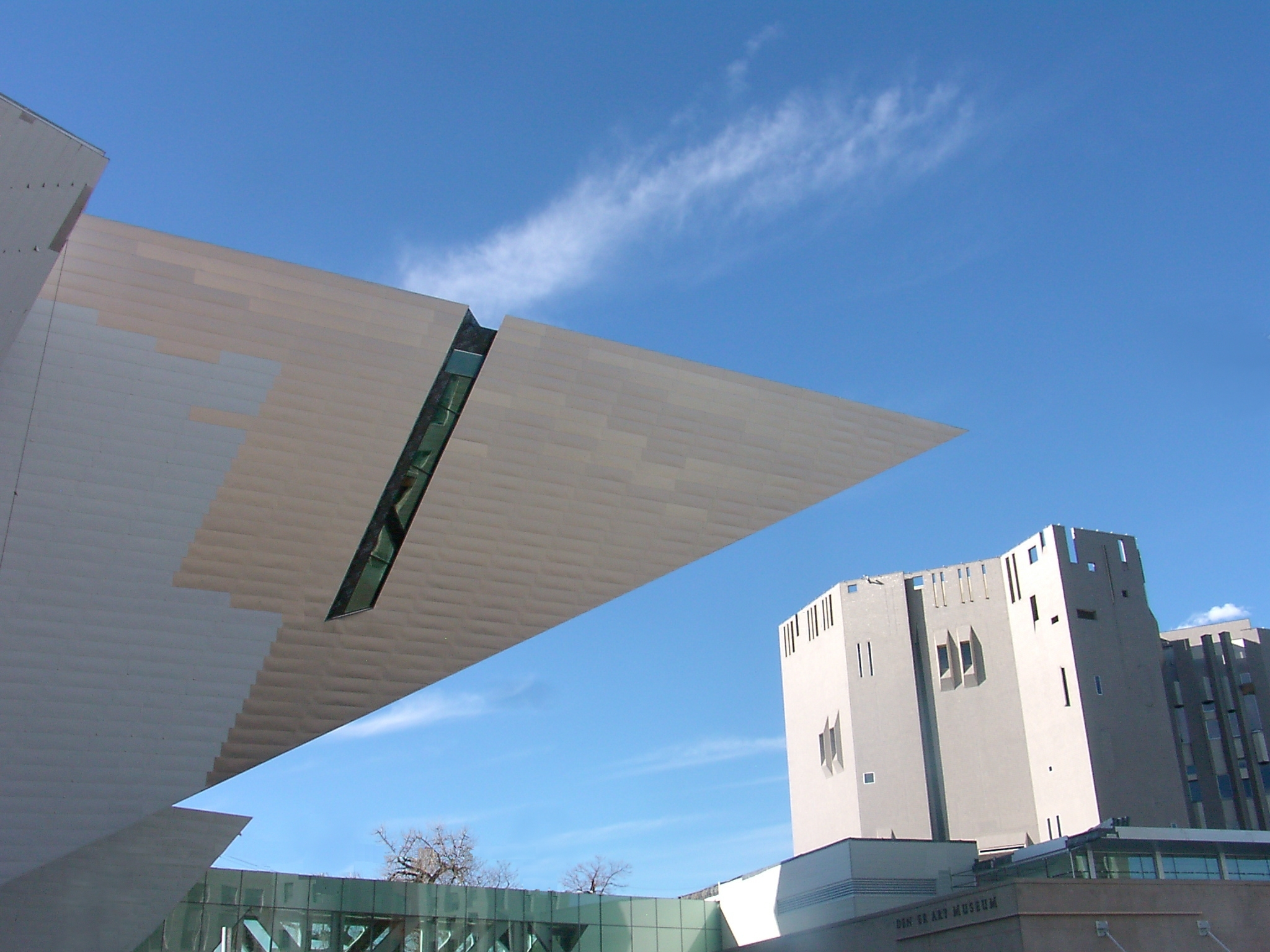
Ecke des Hamilton Buildings

Das Denver Art Museum [ – muːˈziəm] ist eine 1893 gegründete Kunstgalerie in Colorados Landeshauptstadt Denver – unweit des Civic Center Park im Zentrum der Stadt. Das bedeutendste Museum Denvers umfasst das 1971 von Gio Ponti fertiggestellte – und einer Burg ähnelnde – North Building sowie das von 2003 bis 2006 unter Leitung von dem Architekten Daniel Libeskind gebaute Hamilton Building. Zu den bedeutendsten Ausstellungen gehören die Kollektionen indianischer Handwerkskunst.

## Geschichte
1893 wurde der Denver Artists Club gegründet und 1916 in Denver Art Association umbenannt. Den heutigen Namen trägt die Galerie seit 1932, sie erhielt ihren heutigen Standort aber erst im Jahr 1971, nachdem sie zuvor unter anderem in einer öffentlichen Bibliothek und dem Rathausgebäude der Stadt untergebracht war.
Da das Nordgebäude im Laufe der Jahre an seine Kapazitätsgrenzen stieß, kam es im November 1999 in der Landeshauptstadt zu einer Volksabstimmung über die Anhebung der lokalen Steuern. Das positive Ergebnis bescherte den Stadtplanern Mehreinnahmen in Höhe von 62,5 Millionen US-Dollar, weitere 28 Millionen Dollar flossen während der Bauphase durch private Spenden in die Stadtkassen. Bürgermeister Wellington Webb berief nach der Abstimmung eine zwölfköpfige Auswahlkommission, die unter der Leitung von Stephanie Foote die Entwürfe von 41 internationalen Architekten zu bewerten hatte. Das Auswahlverfahren dauerte etwas mehr als ein halbes Jahr, ehe Arata Isozaki (Tokio), Thom Mayne (Santa Monica) und Daniel Libeskind für die engere Auswahl feststanden.
Im Juni 2000 übertrug das Fernsehen die öffentliche Präsentation der drei Architekten, ehe sich die Auswahlkommission auf Grund seiner Visionen, seines Enthusiasmus sowie seiner Erfahrung für Libeskind entschied. Am 13. Juli 2000 gab Bürgermeister Webb bekannt, dass der Erweiterungsbau des Denver Art Museums nach den Plänen Libeskinds gebaut werde. Die Arbeiten begannen im Juli 2003, eröffnet wurde das Hamilton Building schließlich am 7. Oktober 2006.

## Ausstellungen (Auswahl)
- 2016: Andrew and Jamie Wyeth in the Studio; danach im Museo Thyssen-Bornemisza, Madrid.
- 2017: Dior: From Paris to the World, Ausstellung gestaltet von OMA-Architekt Shohei Shigematsu[1]
- 2022: Christian Dior: Designer of Dreams, Ausstellung gestaltet von Shohei Shigematsu[2]